# Andreas Gebhard

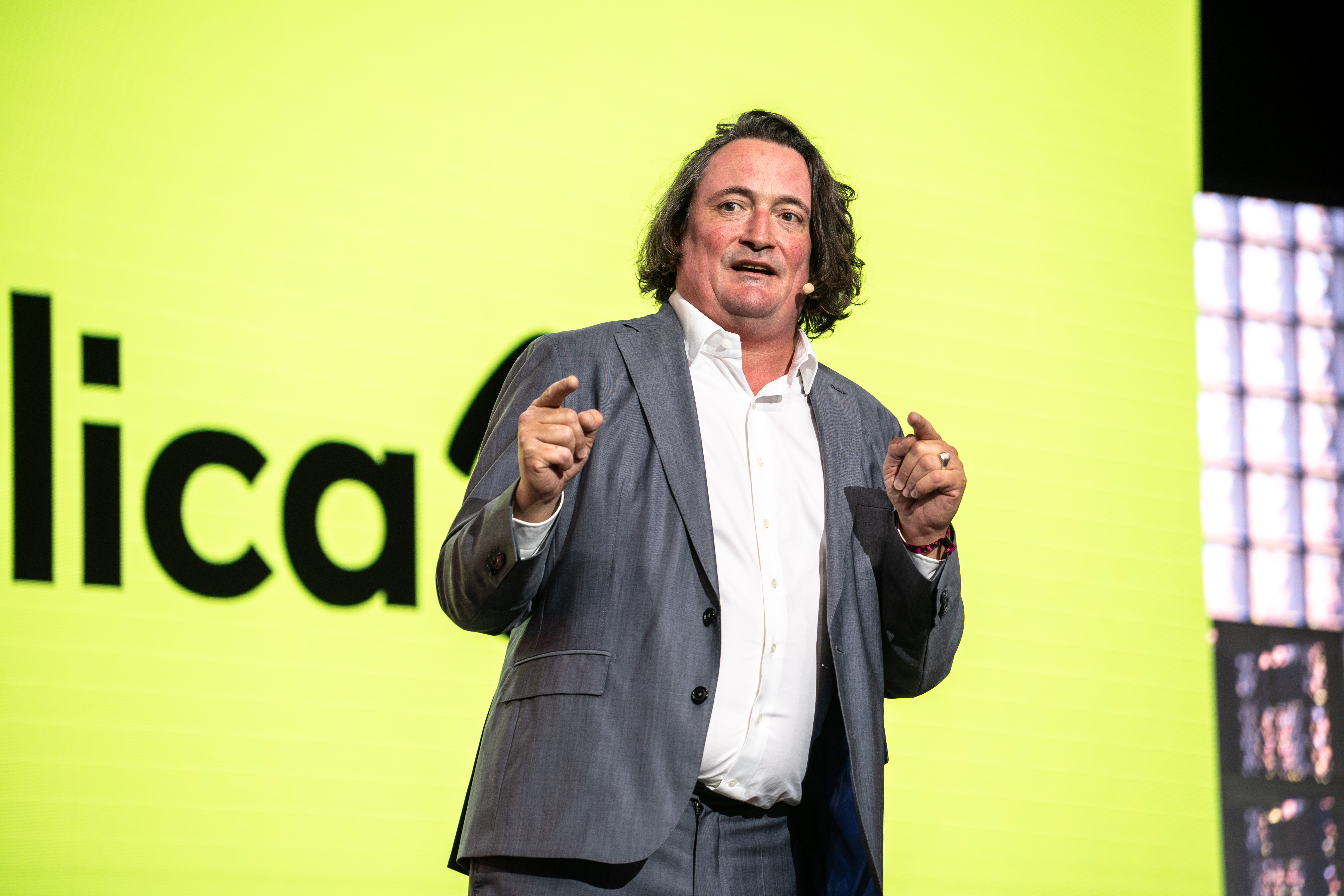
Andreas Gebhard (2023)

Andreas Gebhard (* 24. Mai 1975 in Köln-Ehrenfeld) ist ein deutscher Unternehmer. Er war von 1999 bis 2000 Bundessprecher der Grünen Jugend und ist Mitgründer und Geschäftsführer mehrerer Unternehmen, wie der newthinking communications GmbH und der republica GmbH.

## Werdegang
Nachdem er seine Schullaufbahn 1994 mit dem Abitur am Gymnasium Thusneldastraße in Köln-Deutz abschloss, betreute er hilfsbedürftige Menschen im Rahmen seines Zivildienstes bei einem Mobilen Sozialen Hilfsdienst und begann sein politisches Engagement bei der Partei Bündnis 90/Die Grünen.
Von 1994 bis 1999 war er Mitglied des Gemeinderats der Gemeinde Rösrath. 1994 nahm er außerdem an der Gründung des Grünen Jugendverbands teil und wurde 1998 zum Sprecher des Grün-Alternativen Jugendbündnisses gewählt. Bis ins Jahr 2000 nahm Andreas Gebhard unterschiedliche Rollen und Positionen innerhalb der Grünen Jugend und dem Bündnis 90/Die Grünen ein.
2001 zog er nach Berlin und wandte sich der Freien Software zu und war u. a. mehrere Jahre der Pressesprecher des LinuxTags. 2003 folgte die gemeinsame Gründung der Open-Source-Agentur newthinking communications mit Markus Beckedahl sowie 2004 das erste Freie Software Fachgeschäft, den newthinking store, in Berlin. In beiden Unternehmen war er als Geschäftsführer tätig. Jedoch wurde der newthinking store 2011 aus finanziellen Gründen geschlossen.
Zusammen mit Markus Beckedahl, Tanja Haeusler und Johnny Haeusler gründete er 2007 die re:publica. Die seitdem jährlich stattfindende Konferenz beschäftigt sich mit den Themen des Web 2.0 und der Digitalen Gesellschaft. Seit 2012 ist Andreas Gebhard Geschäftsführer der republica GmbH.
2015 gab er die Geschäftsführung von newthinking ab, um sich seinem neuen Projekt zu widmen, der Creator Broker Owner GmbH, mit der er junge Künstler, Ideen, Projekte und Start-ups in ihrer Aufbauphase unterstützt.

## Sonstiges
Im Sommer 2009 gehörte Andreas Gebhard zu den Gründungsmitgliedern des all2gethernow e. V. Der Verein setzt sich zum Ziel, eine neue Plattform des Austauschs für die Berliner Kultur und Medienszene zu schaffen. Andreas Gebhard war hierbei im ersten Vorstand tätig.
Andreas Gebhard gehört neben Markus Beckedahl, Falk Steiner, Matthias Mehldau, Andre Meister, Markus Reuter, Benjamin von der Ahe und Rüdiger Weis zu den Gründungsmitgliedern des Digitale Gesellschaft e. V.
Seit 2012 ist Andreas Gebhard außerdem im Branchenausschuss Creative Industries der IHK Berlin tätig.
Er ist außerdem Mitglied und seit 2019 stellvertretender Vorsitzender des Stiftungsrats der Stiftung Zukunft Berlin.